# Mario Napoli
Mario Napoli (* 14. März 1915 in Neapel; † 11. April 1976 in Salerno) war ein italienischer Klassischer Archäologe.

## Leben und Wirken
Mario Napoli wuchs in einer Musikerfamilie in Neapel auf. Sein Vater war der Komponist und Musikpädagoge Gennaro Napoli, sein Bruder Jacopo Napoli. Nach dem Besuch des humanistischen Gymnasiums in Neapel studierte er an der Fakultät für Geisteswissenschaften und Philosophie der Universität Neapel. Nach seiner Laurea fand er eine Anstellung im Museum für klassische Kunst der Universität La Sapienza in Rom. 1941 spezialisierte er sich auf Archäologie an der  Sapienza. Ein Jahr später wurde er eingezogen und nahm am Afrikafeldzug teil. Im März 1943 geriet er in englische Kriegsgefangenschaft, aus der er im April 1945 entlassen wurde.
1945 begann er seine Laufbahn bei der italienischen Denkmalpflegebehörde, der Amministrazione delle Antichità e Belle Arti. Im Juli 1945 wurde er an der Soprintendenza in Neapel angestellt. Hier machte er unter Amedeo Maiuri die ersten Schritte als Archäologe. Gleichzeitig lehrte er an der Accademia di Belle Arti in Neapel. 1960 verließ er seine Heimatstadt und übernahm die Leitung der Soprintendenza für Archäologie und Kunst für die Provinzen Salerno und Potenza, die ab 1964 auch die Provinzen Avellino und Benevento umfasste.
In seinen frühen Jahren arbeitete er an der systematischen Erfassung des römischen Badekomplexes in Baiae mit. Dabei gelangen ihm einige wichtige Funde, darunter die erste intakte Nachbildung der Sosandra des Kalamis (1953). Ebenfalls in diese Zeit fällt die Entdeckung der Nekropole von Pizzofalcone in Ponte a Chiaia im historischen Zentrum von Neapel.

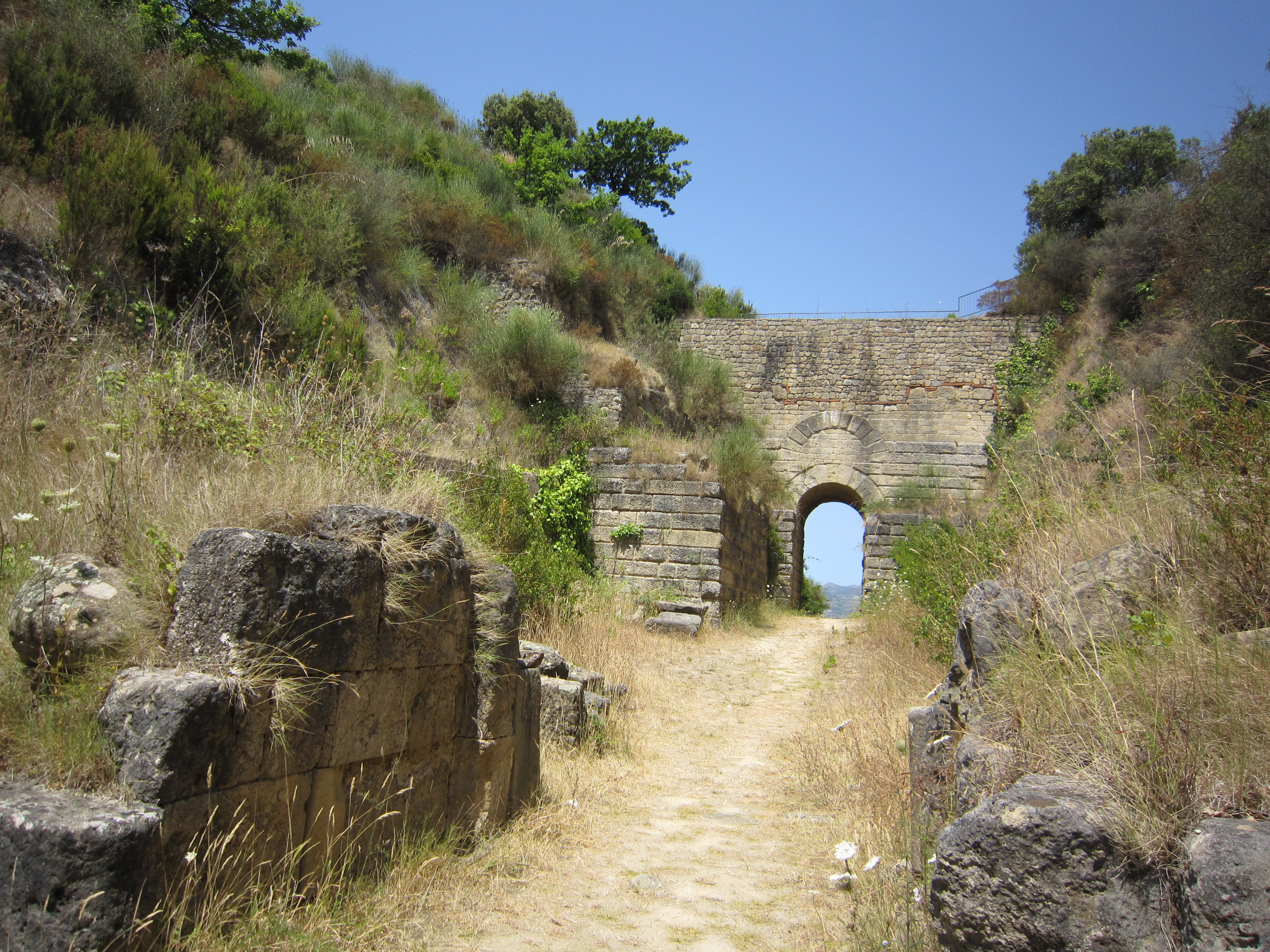
Die Porta Rosa in Velia

Die archäologische Erforschung der antiken Hafenstadt Elea (Velia) prägte seinen Ruf als Archäologe nachhaltig. So verantwortete er die vollständige Erschließung des Stadtgrundrisses, die Entdeckung des Hafenviertels, großer Teile der Befestigungsanlagen, des Stadtzentrums und der Akropolis. Vor allem aber entdeckte er am 8. März 1964 die monumentale Porta Rosa, die er nach seiner Frau Rosa, der Schwester des Archäologen Alfonso De Franciscis, benannte. Der Rundbogen auf einer Anhöhe stellt eine für die Griechen sehr unübliche Bauweise dar und wird heute als Teil eines Viadukts gedeutet.

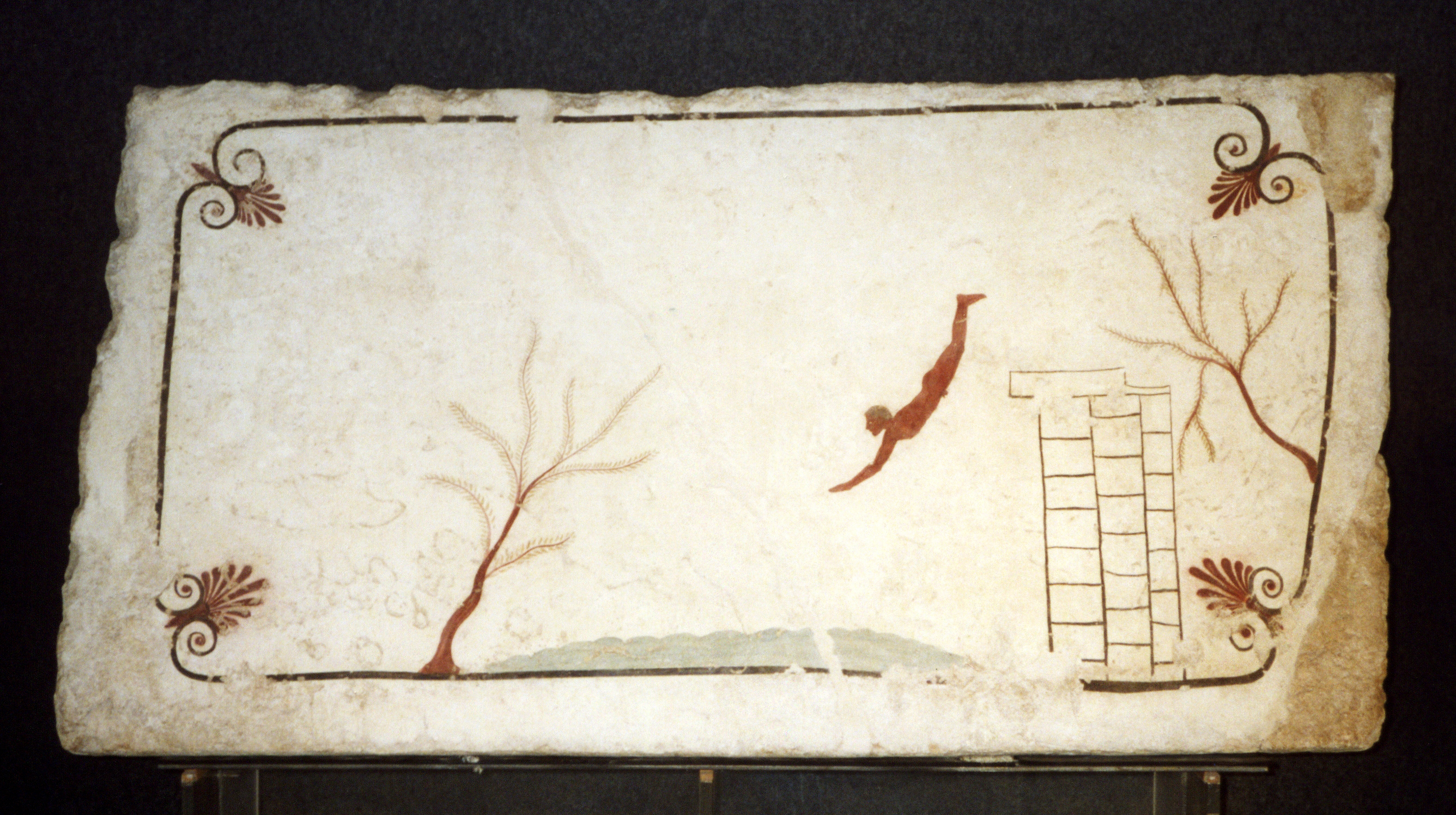
Malerei auf der Deckplatte im Grab des Tauchers

Die systematische Ausgrabung der Nekropole von Paestum führte zur Entdeckung einer großen Anzahl von Gräbern, von denen viele bemalt waren. Dort entdeckte sein Grabungsteam am 3. Juni 1968 das Grab des Tauchers, eine kleine ausgemalte Grabkammer, die um 480/470 v. Chr. datiert wird. Es ist das einzige Beispiel figürlicher griechischer Malerei, die in mehr als nur fragmentarischem Zustand aus der klassischen Zeit gefunden wurde. Die Grabplatten können heute im Archäologischen Nationalmuseum in Paestum besichtigt werden.

## Auszeichnungen
- 1970 italienische Verdienstmedaille in Gold für Verdienste um Schule, Kultur und Kunst (Medaglia d’oro e diploma di I classe per i Benemeriti della scuola, della cultura e dell’arte)[5]
- 1976 Ehrendoktor der Universität Innsbruck[6]
- Seit 2005, zum 50. Jahrestag der Entdeckung des Grabes des Tauchers, wird in Paestum ein nach Mario Napoli benannter Preis vergeben.[7]